# María Libertad Gómez Garriga
María Libertad Gómez Garriga (Utuado, 18 de juliol de 1889 - Bayamón, 7 de juliol de 1961) fou una mestre i política porto-riquenya. És una de les dotze dones honorades amb una placa a «La Plaza en Honor a la Mujer Puertorriqueña» a San Juan.
Va néixer al barri d'Arenas d'Utuado, filla de Francisco Esteban Gómez i Maria Jesusa Garriga. El seu avi Germán de Francisco Esteban Gómez i la seva besàvia Gregoria Maracayo van néixer en esclavitud. El 1909 va acabar la seva formació de mestre a la Universitat de Puerto Rico.
Va ensenyar en l'escola elemental i va rebre formació com a comptable, sent activa en organitzacions de treball rural. Va ser directora d'una cooperativa de tabac. El 1929, va fundar, juntament amb altres activistes, un banc per dones. El 1932, va ser elegida dirigent del Partit Liberal. El 1937, la branca independentista del Partit, liderada per Luis Muñoz Marín i de la que María Libertad formaba part, va ser expulsada del partit per fundar posteriorment el Partit Popular Democràtic (PPD). El 1940, va ser elegida membre de la Cambra de Representants de Puerto Rico pel districte d'Utuado. Va treballar en assumptes d'educació i drets civils, i a favor de la independència de Puerto Rico. El 1943, durant el Primer Congrés Pro Independència, va ser una de les signants de la Declaració Pro Independència per a Puerto Rico, al costat de Felisa Rincón i Blanca Canales. Per un mes, el 1945, durant un temps de transició, fou Presidenta de la Cambra de Representants, la primera dona en ocupar aquest càrrec. Fou reelegida tres vegades com a membre de la Cambra de Representants, guanyant la seva darrera elecció el 1952. Fou l'única dona participant en l'Assamblea Constituent que va redactar la Constitució de l'Estat lliure associat de Puerto Rico, el 1951, i l'única dona que va signar la Constitució, el 1952. Va intentar ser elegida com a senadora el 1956 sense èxit i després va dimitir dels seus càrrec en el partit Popular Democràtic.
Va morir a Bayamón el 1961, als 72 anys. És una de les dotze dones honorades amb un placa en la «Plaza en Honor a la Mujer Puertorriqueña» a San Juan. Hi ha una escola elemental superior pública anomenada amb el seu nom a Utuado. i també  una escola secundària a Toa Baja, Puerto Rico.